# Johann Albert Dröge
Johann Albert Dröge (* 21. Mai 1805 in Lankenau; † 21. Dezember 1854 in Bremen) war ein deutscher Kaufmann und Politiker.

## Leben
Der Sohn eines Bremer Kaufmanns absolvierte eine kaufmännische Ausbildung in Bremen und war seit den 1820ern als selbständiger Kaufmann in Mexiko und ab 1835 in seiner Heimatstadt Bremen im Übersee-Handel tätig.
Vom 18. Mai 1848 bis zum 4. April 1849 vertrat Dröge den 18. Wahlkreis des Königreichs Hannover (Bremervörde) in der Frankfurter Nationalversammlung, wo er der Casino-Fraktion und dem Augsburger Hof angehörte und Mitglied im Volkswirtschaftlichen Ausschuß und im Marineausschuß war. Parallel engagierte er sich in Frankfurt im Handelspolitischen Club.
Nach dem Ende der Deutschen Nationalversammlung nahm er am Gothaer Nachparlament teil. 1851 wurde er zum britischen Konsul in Bremen ernannt.